# Gundam: Virtual Modeler - Light
Gundam: Virtual Modeler - Light est un logiciel de modélisation développé et édité par Bandai en 1996 sur Pipp!n et Power Macintosh, qui est basé sur l'anime Mobile Suit Gundam.